# Sistema electoral de la Restauració Borbònica
El sistema electoral durant la Restauració Borbònica es pot dividir bàsicament en dos períodes: el primer que va des de l'aprovació de la llei electoral de sufragi censatari de l'any 1878 fins a la segona llei de sufragi universal masculí de 1890 i el segon que compren des de l'aprovació d'aquesta llei fins a la instauració de la Dictadura de Primo de Rivera el 13 de setembre de 1923.
A continuació es descriuen les principals característiques de cadascun dels dos períodes esmentats.
Tot i que en les eleccions del 20 de gener de l'any 1876 encara seguí vigent el sistema electoral establert per la llei electoral, municipal i provincial de 23 d'agost de l'any 1870 que donà dret a vot a tots els homes majors de 25 anys (amb algunes petites excepcions en casos molt específics com ara els empadronats com a captaires, els receptors de la beneficència pública o els condemnats per la justícia).
Aquestes eleccions que donaren la victòria a Antonio Cánovas del Castillo van portar a la constitució d'un govern conservador que el 28 de desembre de 1878 va aprovar per majoria parlamentària una nova llei electoral de caràcter censatari. En ella establia una renta mínima als ciutadans majors de 25 anys per poder exercir el dret a vot: 25 pessetes anuals per contribució territorial o 50 pessetes per contribució industrial. Això va excloure de facto a les dones (que fins a les eleccions de 1933 no van poder exercir el dret a vot) i gran part de la població masculina (alguns manuals estableixen que tan sols el 5% de la població va poder exercir el dret a vot entre 1878 i 1891). Aquesta legislació va estar vigent en les eleccions de 1879, 1881, 1884 i 1886.
A partir de les eleccions de l'1 de febrer de l'any 1891 es va aplicar la llei de sufragi universal aprovada pel govern progressista de Práxedes Mateo Sagasta el 26 de juny de 1890. Aquesta va tornar a donar dret a vot a tots els homes majors de 25 anys inscrits a les llistes electorals. Aquest sistema va restar vigent durant totes les eleccions fins a l'any 1931.
No obstant la legalitat aparent en el sistema electoral de la Restauració va ser durament criticat des dels seus inicis pels nombrosos escàndols de corrupció (falsificació d'actes i altres tripijocs) i tràfic d'influències en la formació de les meses electorals. Gairebé totes les eleccions va patir la xacra del caciquisme a nivell nacional, provincial i local dirigit, tal com indica la documentació pel mateix Ministeri de la Governació de Madrid.

## Intents de millora del sistema a partir delregeneracionisme
L'any 1907 es va aprovar una reforma a la llei electoral de 1890 amb el teòric objectiu d'eliminar les tupinades, però que contenia procediments que en la pràctica el fomentaven. El principal consistia en el fet que en la circumscripció on només es presentés un candidat, aquest era nomenat automàticament electe, sense necessitat de celebrar les votacions.
Va arribar a haver-hi convocatòries electorals, com les de 1923, en què fins a 146 diputats van obtenir el seu escó sense necessitat de recórrer a les urnes, malgrat aquest procediment no va obtenir majoria absoluta el partit governant, encara que això si es va estar a prop i en una altra un 30% del cens electoral no va poder exercir el seu teòric dret al vot. Aquesta llei va estar en vigor fins a les eleccions municipals espanyoles de 1931, on molts regidors van ser triats per aquest procediment (14.018 monàrquics i 1.832 republicans) [Extret de l'article Pucherazo de la Wikipedia en Castellà amb la correcció d'algunes errades].